# Vrba košíkářská

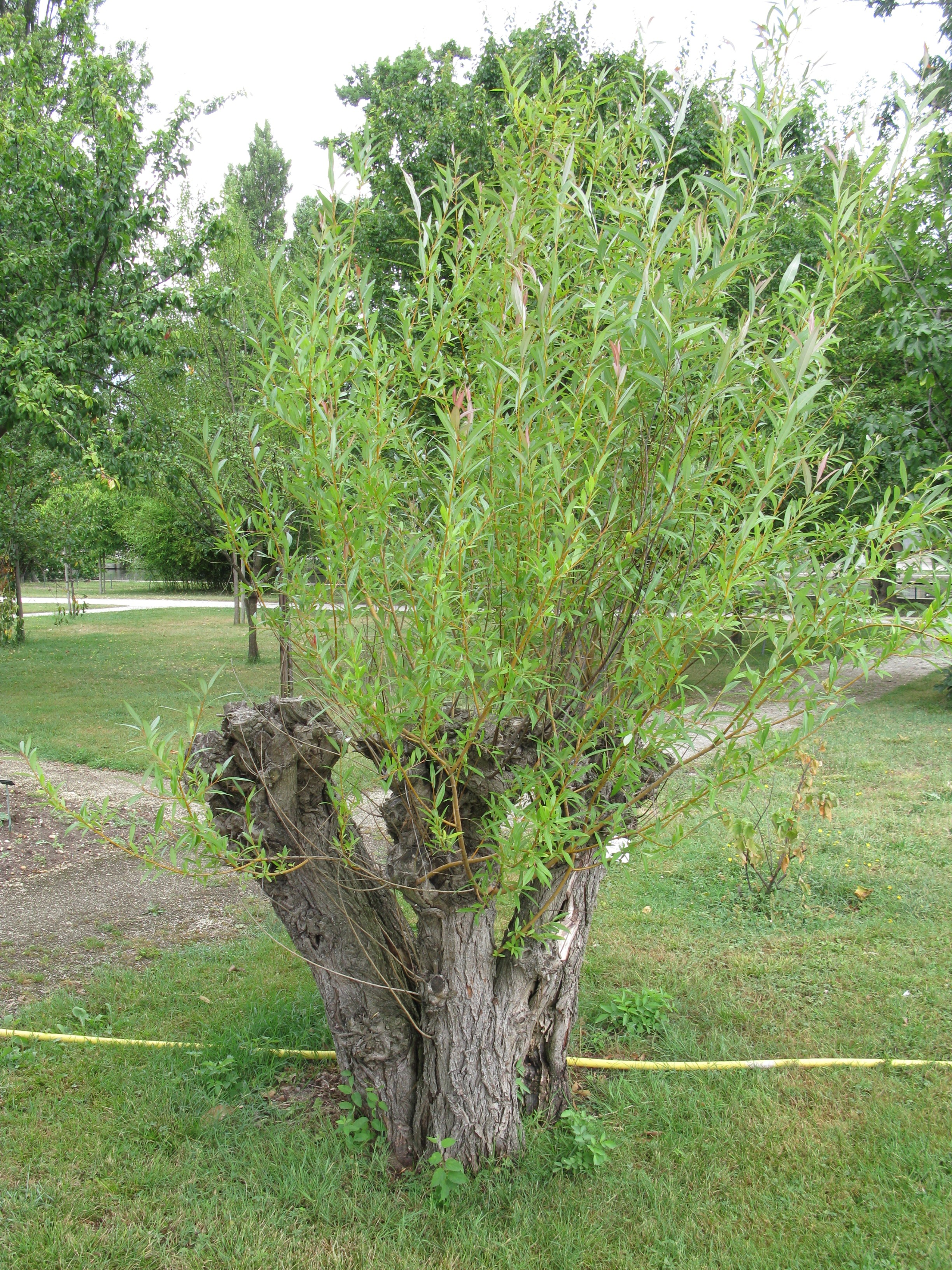
Stará vrba košíkářská

Vrba košíkářská (Salix viminalis) je vyšší, vzpřímeně rostoucí keř neb nevysoký strom, jeden z nejznámějších druhů bohatého rodu vrba. V české přírodě tato dvoudomá rostlina již od dávna běžně roste jako zdroj proutí pro košíkářství. Celkově je rozšířena ve střední, severovýchodní a východní Evropě a přes Sibiř její areál sahá až do Mongolska a severní Číny. Je dlouhodobě sázena poblíž lidských obydlí a již nelze určit místa původního výskytu.

## Ekologie
Často je vysazována na březích podél vodních toků a stojatých vod. Dobře roste na hlubokých, neutrálních až mírně zásaditých a minerály dobře zásobených půdách, snáší déle trvající záplavy i zbahněnou půdu. Je poměrně citlivá na mráz, roste do nadmořské výšky 800 m. V dlouhé zimě trpí okusem zvěře i dobytka, dobře však regeneruje. Dožívá se průměrně 40 let.

## Popis
Statné, 5 až 8 m vysoké keře a stromy se vzpřímenými, rovnými letorosty 1 až 2 cm silnými. Kůru mají v mladosti hladkou a šedě zelenou nebo žlutě zelenou, později bývá podélně rozpukaná. Letorosty jsou jemně chlupaté, matně zelené a od spodu postupně olysávají. Listové pupeny jsou dlouhé asi 3 mm a květní 9 mm. Listové čepele s asi 1 cm řapíky jsou úzce kopinaté, až 12 cm dlouhé a 1,5 cm široké. Na líci jsou svěže zelené a na rubu sametově chlupaté, chlupy mají sčesány podél bočních žilek, kterých bývá 25 až 30. Okraje listů jsou podvinuté a někdy místně jemně pilovité.
Jednopohlavné, redukované květy bez okvětí jsou sestaveny do květenství jehněd, které jsou přisedlé, téměř válcovité a mívají několik drobných opadavých listenů. Štíhlejší samčí jehnědy jsou dlouhé 4 až 6 cm, samičí jen 2 až 3 cm a za plodu se prodlužují až na 6 cm. Samčí květ má dvě volné tyčinky s lysou nitkou a zlatožlutým, později hnědým prašníkem. Samičí má přisedlý, chlupatý semeník s dlouhou čnělkou s nitkovitou, dvoulaločnou bliznou; v květech je po jedné nektarové žlázce. Květy rozkvétají již v březnu a dubnu, ještě před rašením listů. Ploidie druhu je 2n = 38.
Plody jsou plstnaté tobolky 5 mm velké obsahující okolo 18 drobných, ochmýřených semen. Vrba košíkářská se v praxi rozmnožuje řízky, které ve vlhké půdě spolehlivě koření.

## Možnost záměny
Od podobných vrb s úzkými listy, jako vrba bílá nebo vrba nachová, se odlišuje podvinutými okraji listů. Podvinuté listy má i vrba šedá, její chloupky na rubu listů jsou však kadeřavé a odstálé.

## Hybridizace
Vrba košíkářská se často kříží s jinými druhy, nevytváří však hybridní roje. V české přírodě se často vyskytují hybridy:
- Salix ×holosericea Willd. (S. cinerea × S. viminalis)
- Salix ×rubra Huds. (S. purpurea × S. viminalis)
- Salix ×smithiana Willd. (S. caprea × S. viminalis)

Méně častí jsou kříženci:
- Salix ×fruticosa Döll (S. aurita × S. viminalis)
- Salix ×mollissima Hoffm. ex Elwert (S. triandra × S. viminalis)
- Salix rosmarinifolia × S. viminalis.[3][6]

## Význam
Jak napovídá druhové jméno „košíkářská“, bývají její mladé větvičky používány k výrobě proutěných nádob a košíků. Dřevo má bílé, lehké a měkké, kůra a listy obsahují 5 až 15 % taninu. Vysazuje se též pro zpevnění podmáčených břehů potoků a rybníků. Dokáže jímat z půdy a vody těžké kovy, je vhodná pro čistění odpadních vod. Pro její rychlý růst se předpokládá i možnost energetického využívání biomasy.

## Galerie

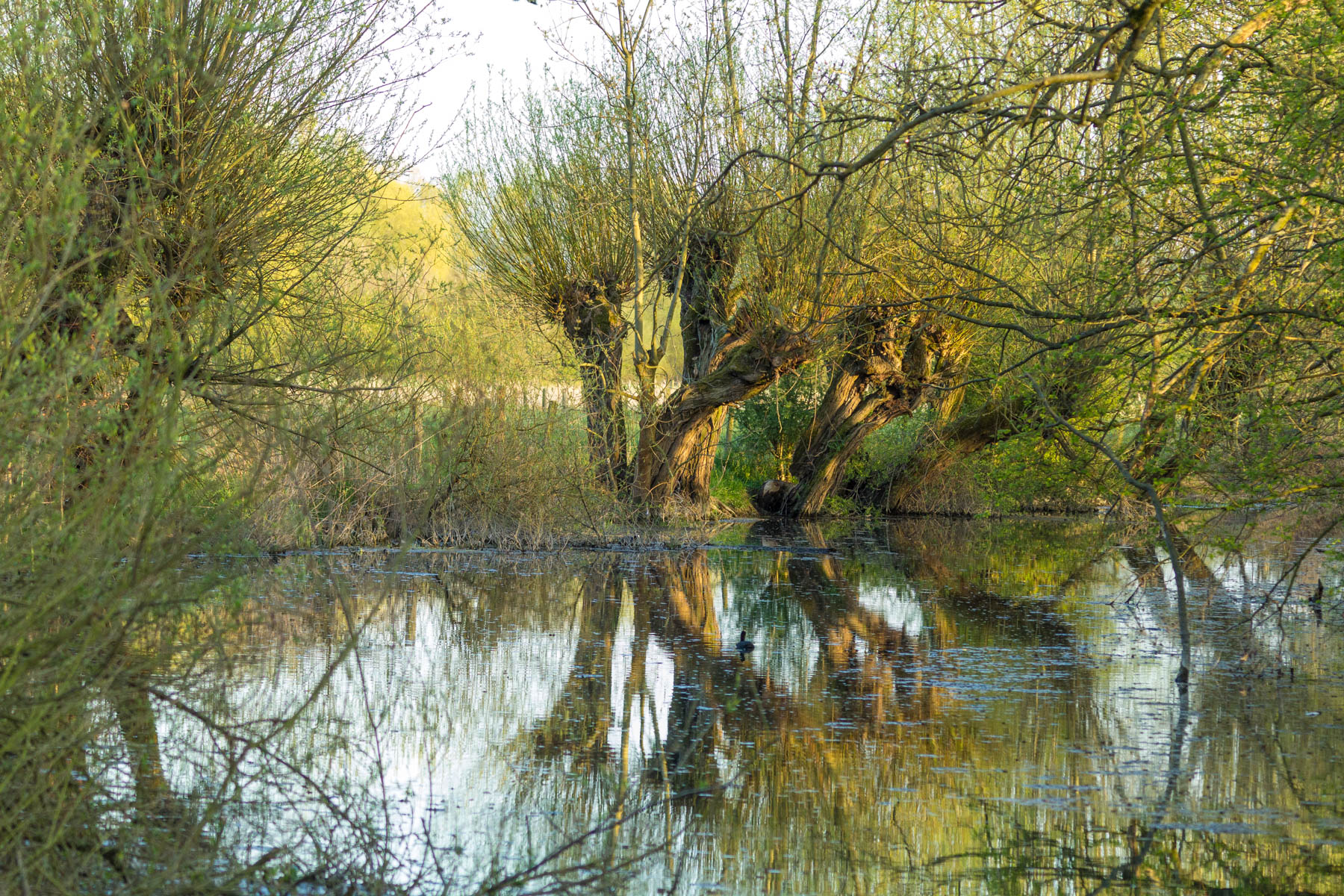
Typický vrbový porost
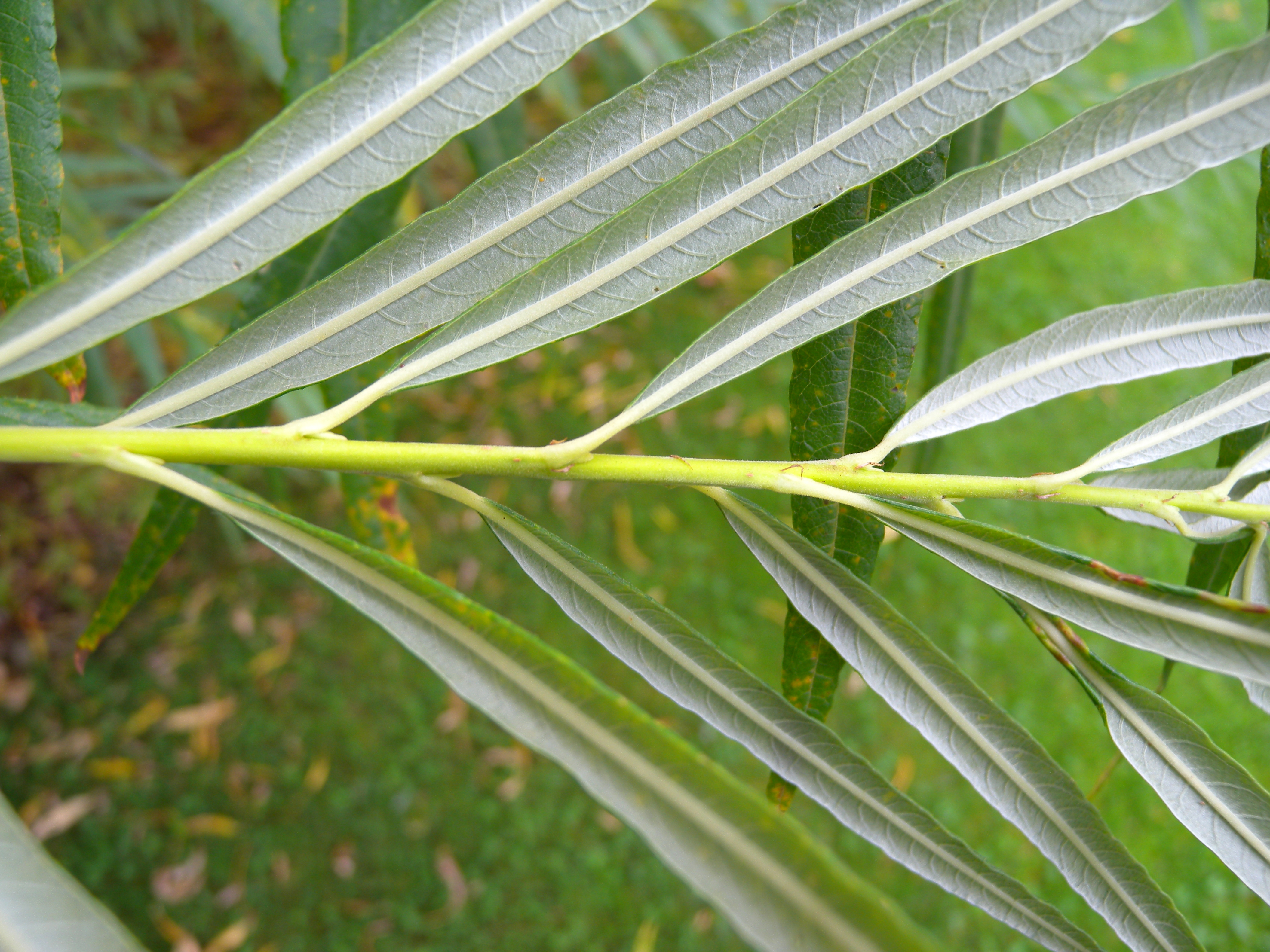
Rub listů
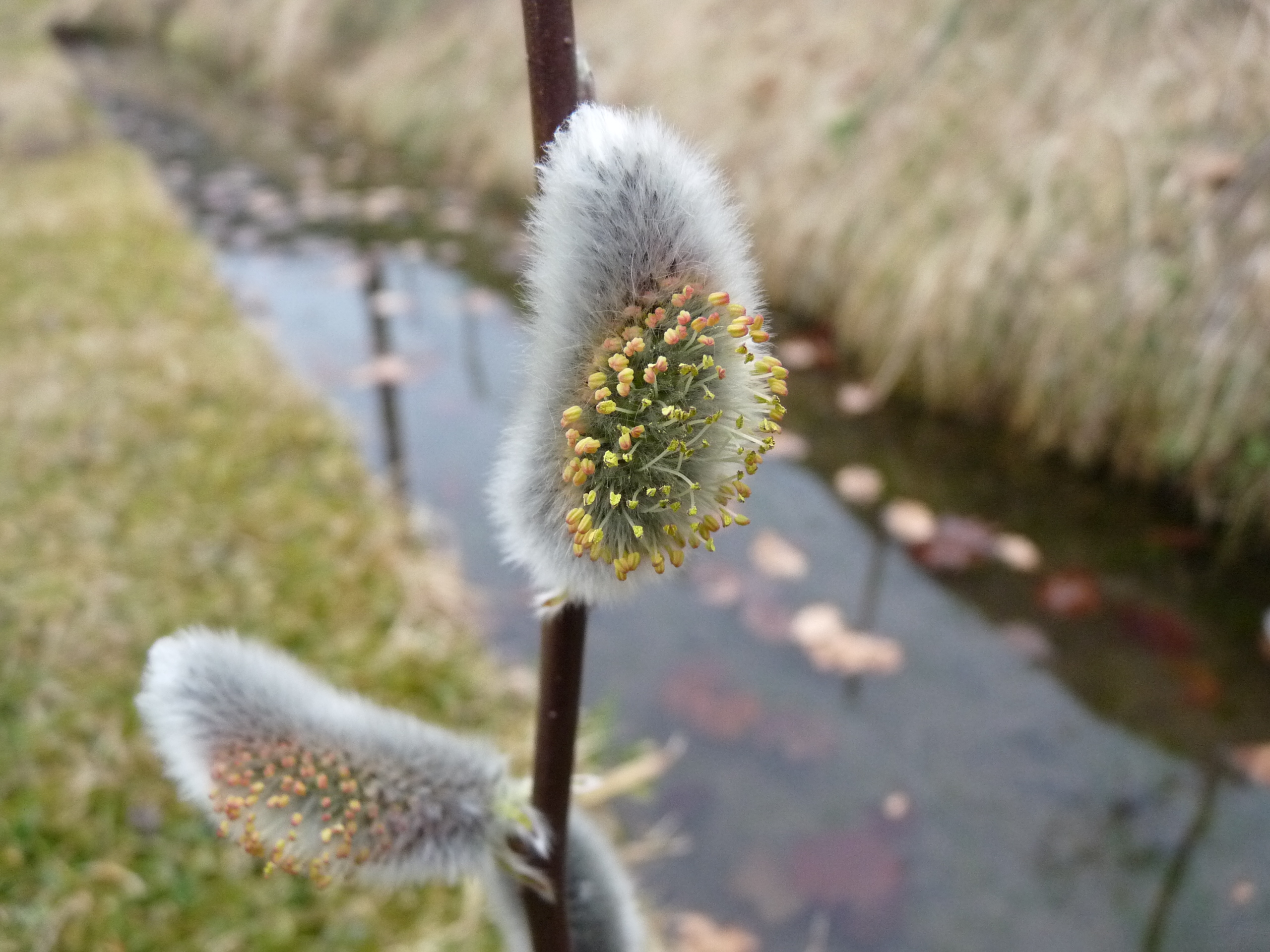
Zrající jehnědy
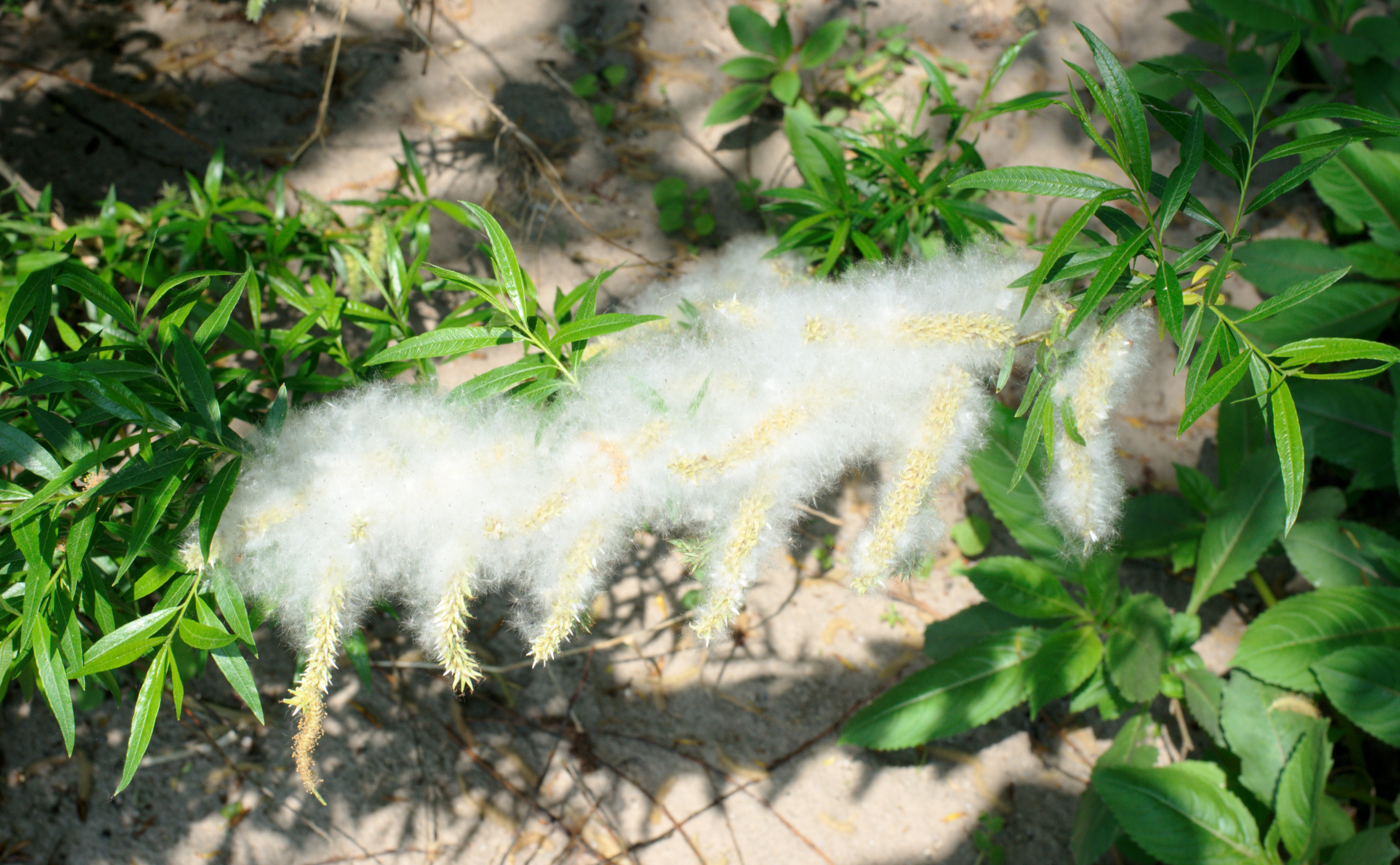
Jehnědy s ochmýřenými semeny